# Dypsis bonsai
Espèce
Statut de conservation UICN

 VU B1ab(iii); D1 : Vulnérable
Dypsis bonsai est une espèce de palmiers (Arecaceae), endémique de Madagascar. En 2012, comme en 1995, elle est considérée par l'IUCN comme une espèce vulnérable.